# Nikola Milenković
Nikola Milenković (în sârbă Никола Миленковић, pronunțat [nǐkola milěːŋkoʋitɕ]; n. 12 octombrie 1997) este un fotbalist sârb care joacă pe postul de fundaș central și dreapta pentru Nottingham Forest și echipa națională a Serbiei.

## Cariera pe echipe

### Partizan

#### Sezonul 2015-2016
Trecând la echipele de tineret ale lui Partizan, Milenković a fost împrumutat la Teleoptik pentru sezonul 2015-2016. La începutul anului 2016, a intrat în prima echipă a lui Partizan sub comanda antrenorului Ivan Tomić și a semnat un contract pe cinci ani, dar a rămas să joace pentru Teleoptik până la sfârșitul sezonului. La câteva zile după debutul pentru echipa națională U19 a debutat pentru Partizan într-un meci de Superliga Serbiei împotriva lui Mladost Lučani jucat la 10 aprilie 2016. Într-un meci împotriva lui Čukarički din șaisprezecimile aceluiași sezon a primit un cartonaș roșu pentru un fault dur Petar Bojić, care i-a adus o suspendare pentru următoarele patru meciuri. Milenković a marcat primul său gol pentru Partizan în ultima partidă disputată al Superligii Serbiei 2015-2016, împotriva Voivodineia, fiind al o sutălea gol marcat pentru club în acel sezon.

#### Sezonul 2016-2017
Milenković a început noul sezon într-un meci cu Cédric Gogoua contând pentru a doua rundă de calificare în UEFA Europa League 2016-2017 împotriva lui Zagłębie Lubin. De asemenea, a început ca titular în Superliga Serbiei în primul meci de campionat cu Bačka Bačka Palanka, fiind lăsat pe bancă în următoarele două meciuri. După câteva rezultate slabe și accidentări ale jucătorilor din apărare, Milenković a început să joace constant din a patra etapă împotriva lui Javor Ivanjica. A marcat primul gol al sezonului într-un meci împotriva lui Rad, jucat la 27 august 2016. De asemenea, a debutat în Cupa Serbiei în meciul din primul tur, împotriva lui Napredak Kruševac, la 21 septembrie 2016. După accidentarea lui Miroslav Vulićević într-un meci de cupă împotriva lui Žarkovo la 25 octombrie 2016, Milenković a purtat banderola de căpitan. În februarie 2017, a fost numit ca fiind unul dintre cei mai buni tineri jucători din lume de către ziarul italian La Gazzetta dello Sport. A marcat al treilea gol pentru Partizan în meciul din etapa a 27-a a sezonului împotriva lui Voždovac, jucat la 18 martie 2017.
La 27 mai, în ultima partidă pentru Partizan, Milenković a înscris un gol cu capul împotriva celui mai mare rival al echipei Partizan, Steaua Roșie, în urma căruia a câștigat meciul și a obținut dubla la Partizani, câștigând atât cupa, cât și campionatul.

### Fiorentina
La 24 mai 2017, președintele lui Partizan, Milorad Vučelić, a afirmat că Milenkovic se va alătura echipei de Serie A, Fiorentina în vară. Suma de transfer a fost estimată la 5,1 milioane de euro. Milenkovic și-a făcut debutul pentru Fiorentina în victoria cu 1-0 din deplasarea de la Cagliari la 22 decembrie 2017, după ce a jucat 84 de minute.

## Cariera la națională
Milenković a fost component al echipei sub 19 a Serbiei la începutul anului 2016. În cursul aceluiași an, a fost chemat la echipa națională a Serbiei U-20 de antrenorul Nenad Lalatović și a debutat pentru echipă într-un meci împotriva Muntenegrului. Milenković a fost chemat la echipa U21 de Lalatović în martie 2017. El și-a făcut prima apariție la U21 la 28 martie 2017, într-un meci amical împotriva Slovaciei.

### Echipa mare
Milenković și-a făcut debutul internațional pentru echipa națională de fotbal a Serbiei într-un amical pierdut în fața Qatarului cu 3-0 pe 29 septembrie 2016.
În iunie 2018, antrenorul principal al Serbiei, Mladen Krstajić, l-a inclus Milenković în lotul final de 23 de jucători pentru Campionatul Mondial din 2018. A jucat în toate cele trei meciuri din grupe. A fost considerat unul dintre cei mai eficienți jucători ai ediției din 2018, cu 34 de deposedări reușite (cel mai mult în faza grupelor), arătând calități reale de poziționare în teren.

## Statistici privind cariera

### Club
Până în 19 mai 2019 
| Club                 | Sezon         | Campionat         | Campionat | Campionat | Cupă    | Cupă   | Continental | Continental | Altele  | Altele | Total   | Total  |
| Club                 | Sezon         | Divizie           | Meciuri   | Goluri    | Meciuri | Goluri | Meciuri     | Goluri      | Meciuri | Goluri | Meciuri | Goluri |
| -------------------- | ------------- | ----------------- | --------- | --------- | ------- | ------ | ----------- | ----------- | ------- | ------ | ------- | ------ |
| Teleoptik (împrumut) | 2015-2016     | Liga Belgradului  | 13        | 0         | -       | -      | -           | -           | -       | -      | 13      | 0      |
| Partizan             | 2015-2016     | Superliga Serbiei | 4         | 1         | 0       | 0      | -           | -           | -       | -      | 4       | 1      |
| Partizan             | 2016-2017     | Superliga Serbiei | 32        | 2         | 6       | 1      | 2           | 0           | -       | -      | 40      | 3      |
| Partizan             | Total         | Total             | 36        | 3         | 6       | 1      | 2           | 0           | -       | -      | 44      | 4      |
| Fiorentina           | 2017-2018     | Serie A           | 16        | 0         | 1       | 0      | 0           | 0           | -       | -      | 17      | 0      |
| Fiorentina           | 2018-2019     | Serie A           | 33        | 3         | 2       | 0      | 0           | 0           | -       | -      | 35      | 3      |
| Fiorentina           | Total         | Total             | 49        | 3         | 3       | 0      | -           | -           | -       | -      | 52      | 3      |
| Total carieră        | Total carieră | Total carieră     | 98        | 6         | 9       | 1      | 2           | 0           | -       | -      | 109     | 7      |

### Internațional
Până pe data de 25 martie 2019
| Serbia | Serbia  | Serbia |
| An     | Meciuri | Goluri |
| ------ | ------- | ------ |
| 2018   | 10      | 0      |
| 2019   | 2       | 0      |
| Total  | 12      | 0      |

## Titluri
Partizan
- Superliga Serbiei: 2016-2017 [18]
- Cupa Serbiei : 2015-2016, 2016-2017 [18]